# 1876 au Nouveau-Brunswick
Chronologie du Nouveau-Brunswick
- 1872
- 1873
- 1874
- 1875
- 1876
- 1877
- 1878
- 1879
- 1880

Cette page concerne les événements survenus en 1876 dans la province canadienne du Nouveau-Brunswick.

## Événements
- 10 novembre : James Davies Lewin est nommé au Sénat du Canada

## Naissances
1er mai : Joseph Hilaire Pelletier, député

## Décès
- 5 février : George Ryan, député.
- 3 août : John Robertson, maire et sénateur.